# Christoph Gotthard von Kreckwitz
Christoph Gotthard von Kreckwitz (geb. um 1685 in Schlesien; gest. um 1750 ebenda) war ein preußischer Landrat.

## Herkunft

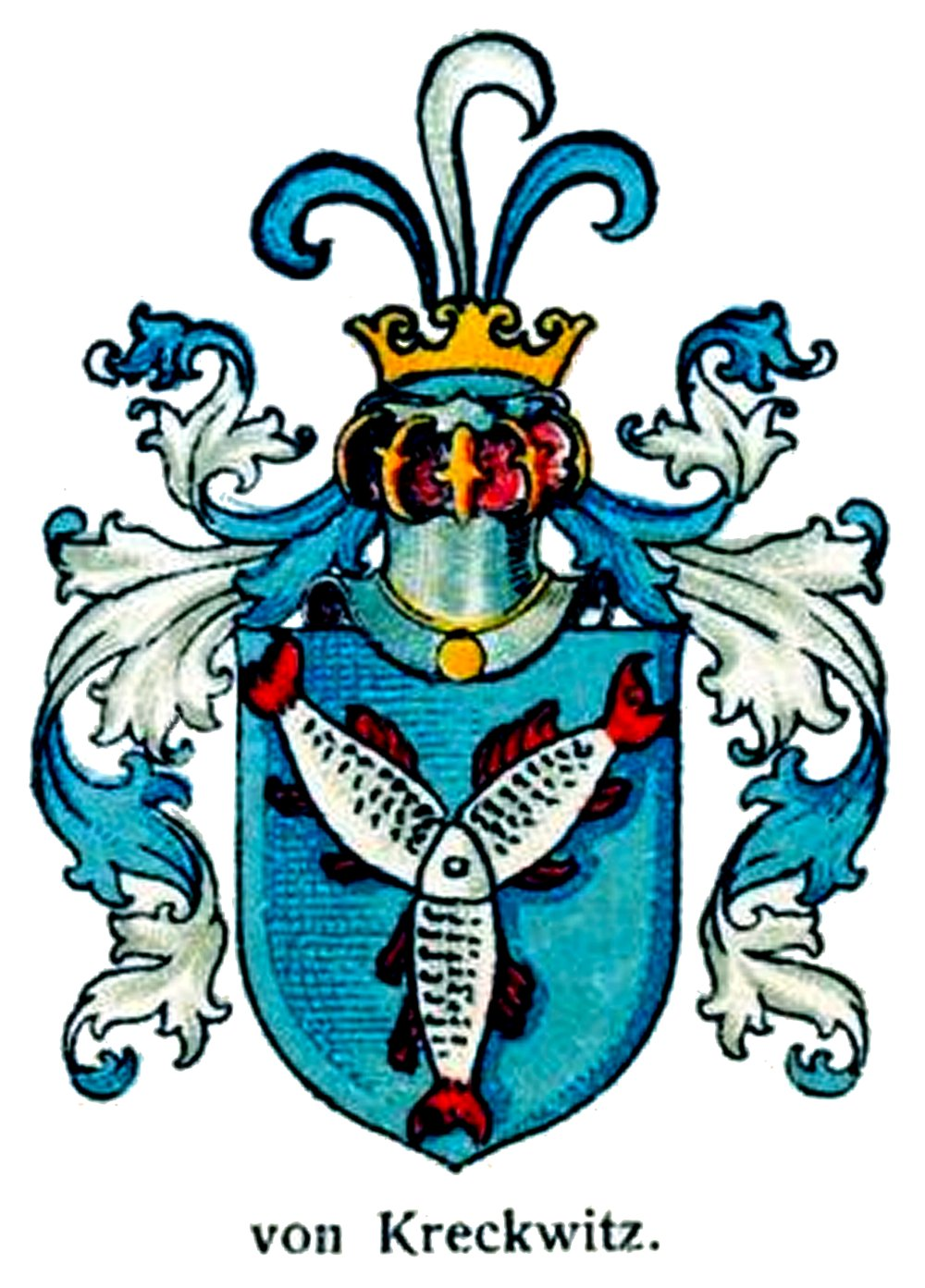
Wappen derer von Kreckwitz

Christoph Gotthard von Kreckwitz war Angehöriger des schlesischen Adelsgeschlechts Kreckwitz. Er war ein Sohn von Assmann Friedrich von Kreckwitz, Erbherr auf Bielwiese und dessen Ehefrau Anna Elisabeth (1656–1729), Tochter des Hans Ulrich Freiherr von Schaffgotsch aus dem Hause Plagwitz.

## Leben
Christoph Gotthard von Kreckwitz immatrikulierte sich im Juni 1700 gemeinsam mit seinem Bruder Johann Friedrich (1681–1728) an der Universität Halle. Um das Jahr 1725 fand er Erwähnung als Landesältester im Fürstentum Wohlau. Im Januar 1742 wurde er zum ersten Landrat des Kreises Steinau-Raudten ernannt. Das Amt als Landrat übte er bis 1748 aus, Nachfolger wurde Hanns Caspar von Stosch.

## Persönliches
Christoph Gotthard von Kreckwitz saß auf Bielwiese und war in erster Ehe mit Johanna Margaretha, Tochter des Hans Adam von Weißtritz aus dem Hause Ziebendorff, verheiratet. In zweiter Ehe vermählte er sich mit Susanna Elisabeth von Zedlitz.